# 방문자 (비디오 게임)
방문자(The Visitor)는 엽기게임으로 게임 사이트, 뉴그라운즈에서 2007년 8월 8일에 출시한 게임이다. 게임의 개발팀은 제이 "지바프" 지바스였고, 프로그램 담당은 스티브 캐스트로였다.

## 게임 시리즈와 게임 진행
이 게임은 새끼 괴물이 상대의 본체를 먹어 그 새끼 괴물이 변화하는 방식으로 진행된다.
이 게임은 총 세 시리즈가 있으며 방문자1과 방문자2, '방문자 3 캠프의 대학살(영어원제:Massacre at camp happy)' 편이 있다.
방문자 1편과 2편이 마우스 왼 클릭으로 플레이 되는데 비해 '방문자 3 '캠프의 대학살'편은 플레이어가 키보드 방향키와 스페이스바를 이용하여 게임을 진행한다.

## 게임 캐릭터의 특징
등장 초기 때엔 물건을 잡을 만한 손이 존재하지 않으며 공간을 기어다니기만 한다. 주변 물체들을 직접 접촉하지 않고 특수한 신호로 움직이게 하는 초능력이 있다. 혀가 얇고 긴 편이어서 멀리서도 아주 작은 생물을 공격할 수 있다.
동물 뿐만 아니라 사람까지 죽인다. 상대를 직접 먹을 뿐 아니라 상대의 본체를 자신의 본체에 융합시킨다. 사람의 경우, 몸속에 침투해서 그 본체를 조종할 수 있다.
1편에선 플래이 진행 두 번째에 고양이가 나오는데 캐릭터의 물체 조종 능력으로 고양이가 거미줄에 관심을 갖게 유도된다.
고양이가 거미줄에 정신팔린 사이, 캐릭터가 그의 항문 틈으로 들어가 고양이 몸이 터지게 된다.
고양이 본체가 터지고는 그 자리에 모습이 변화된 캐릭터만 있게 된다.
캐릭터는 이처럼 다른 생물 몸 속으로 들어갔다가 모습이 변화한 상태에서 그 본체에서 빠져 나온다.
3편의 캠프장 편에서는 물체 조종 능력이 발휘되지 않는다.
1,2편에선 캐릭터가 상대를 먹으면 먹을수록 본체의 몸집이 커지고 어떤 상대를 먹으냐에 따라 본체가 그 상대가 있던 영역에 적응가능한 형태로 변화한다. 또, 그 3편인 '캠프의 대학살'에선 몸집이 쭉 커지는 게 아니라 어떤 상대를 먹으냐에 따라 몸집이 커지기도 하고 작아진다.
(예:물고기를 먹으면 물에서 헤엄치기는 가능하지만 육지에서 활동할 순 없다. 다람쥐의 몸을 얻게 되면 수풀을 헤쳐나갈 수 있지만 몸집이 작아 몸집이 큰 상대를 잘 공격할 수 없다.)
캠프장 편의 캐릭터는 몸집이 큰 상대를 정면에서 공격하려고 하면 그 상대에게 데미지를 입기 쉽다. 그런데 상대가 다른 쪽, 주로 캐릭터의 정면 외 방향으로 있을 때는 그 캐릭터가 상대를 공격하기 쉽다.

## 기타
2010년 12월 24일 마지막 시리즈 출시 이후, 이 게임은 본 게임 사이트 외 영어권의 여럿 게임 사이트에서 맥,윈도우, 리눅스 등의 운영체제로 플레이 할 수 있다.
이 게임의 마지막 시리즈인 세번째 작품의 시작 화면 하단에는 아케이드 봄 사이트와 클릭 쉐이크 사이트가 바로가기가 돼 있다.

## 비슷한 형식의 게임
- 포린크리처